# Arbos (Unternehmen)
Die Arbos Group S.p.A. (Eigenschreibweise ARBOS GROUP) mit Sitz im italienischen Modena gehört zum chinesischen Industriekonzern Foton-Lovol und produziert unter dem Markennamen Arbos landwirtschaftliche Geräte und Maschinen.

## Geschichte
Der Name „Arbos“ geht zurück auf die Gründer einer Fahrradfabrik namens Araldi und Boselli. Diese Fahrradfabrik wurde im Jahr 1952 durch die Unternehmerfamilie Bubba übernommen, die seit 1896 Landmaschinen – insbesondere die sogenannten Bubba-Traktoren – produzierte. Nach der Übernahme 1952 begann Arbos mit der Produktion von Mähdreschern und 1954 wurde das Unternehmen in Bubba-Arbos umbenannt. 1964 erfolgte die Übernahme durch den US-amerikanischen Fahrzeugbauer White. Das Unternehmen setzte daraufhin die Produktion von Mähdreschern fort und erweiterte die Produktpalette. 1976 wurde das Unternehmen von den Brüdern Magni übernommen und in Nuova Arbos umbenannt. Zu Beginn der 1990er Jahre geriet das Unternehmen zunehmend in wirtschaftliche Schwierigkeiten und musste schließlich 1994 die Produktion stilllegen.
2015 erwarb der chinesische Industriekonzern Foton-Lovol die Markenrechte an Arbos und Bubba und gründete die Arbos Group. Kurz darauf kamen die italienischen Hersteller Goldoni  und Matermacc zur Arbos-Gruppe. Nach Verlusten 2018 und 2019 musste Goldoni Insolvenz anmelden und wurde 2021 vom belgischen Maschinenbauunternehmen Keestrack übernommen. Und Ende 2022 kaufte Pöttinger Matermacc.

## Produkte

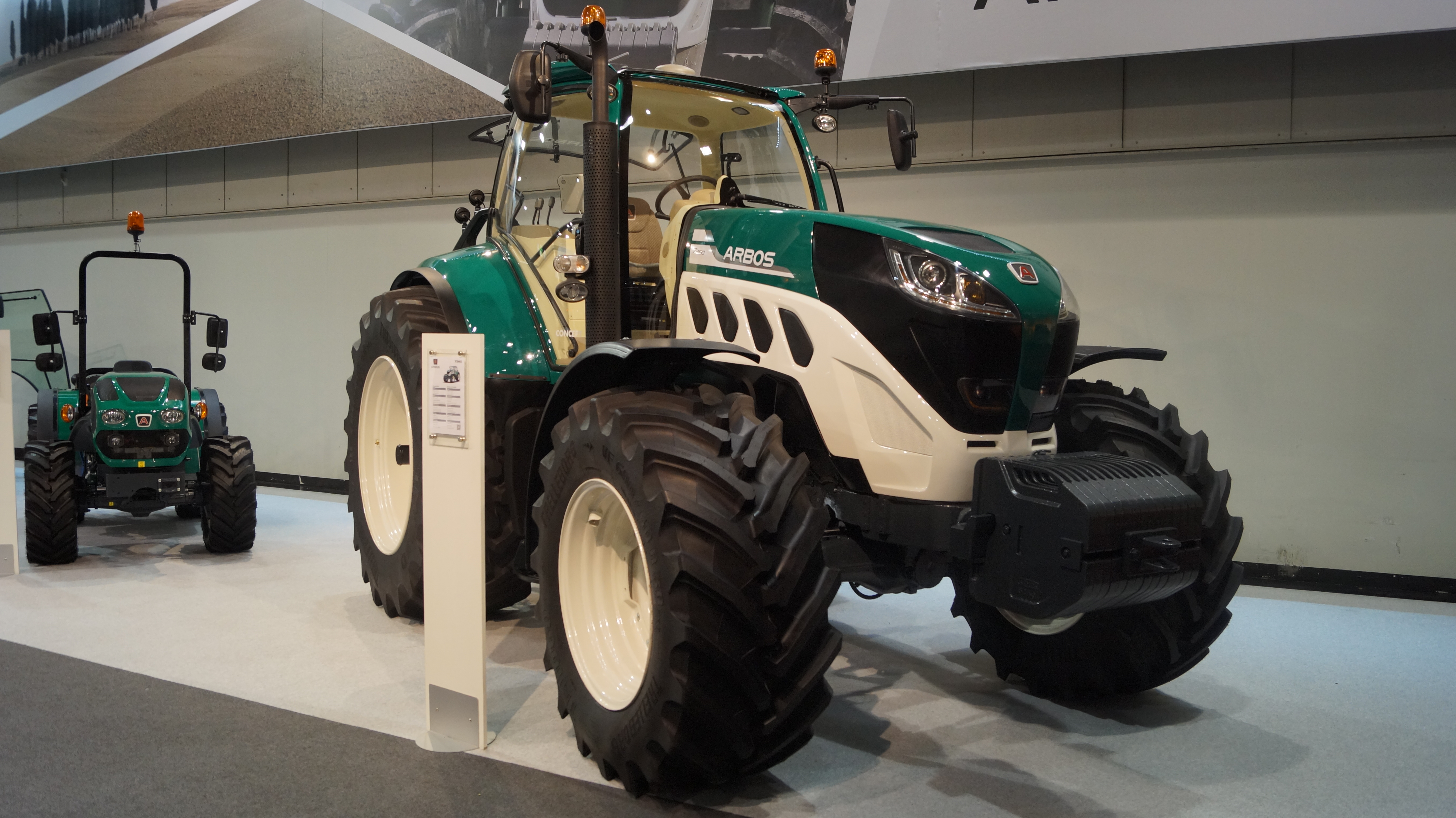
Traktor Arbos 7260 auf der Agritechnica 2017

Arbos fertigt Traktoren und Anbaugeräte für die Feldarbeit. Dazu gehören sowohl Standardtraktoren (Baureihe 5000 bis 7000) als auch Schmalspurtraktoren (Baureihe 2000 bis 4000) sowie Sä- und Erntemaschinen, Grubber, Düngerstreuer und Anbauspritzen.